# Jan Brockhoff
Jan Brockhoff (Hildesheim, 3 december 1994) is een Duits voormalig wielrenner en ploegleider.
Als junior was hij een groot talent, zo won hij in 2011 een rit in de Ronde van Nedersaksen, en een jaar later het Duitse kampioenschap.

## Overwinningen
2011
2e etappe Ronde van Nedersaksen, Junioren
2012
 Duits kampioen op de weg, Junioren
2014
5e etappe Ronde van de Elzas
2015
Proloog Carpathian Couriers Race
2016
Rund um Düren

## Ploegen
- 2013 –  Thüringer Energie Team
- 2014 –  Development Team Giant-Shimano
- 2015 –  AWT GreenWay
- 2016 –  Leopard Pro Cycling
- 2017 –  Leopard Pro Cycling
- 2018 –  Leopard Pro Cycling

Bertilsson · Biermans · Brockhoff · Frame · van der Haar · Haugaard · Ludvigsson · Pölder · Rask · Schachmann · Janssen (stagiair)
Baška · Bechynē · Bouhanni · Brockhoff · Cuadros · García · Guérin · Kasperkiewicz · Lehky · Novák · Schachmann · Schlegel · Molly (stagiair)
Brockhoff · Dieteren · Foti · Krieger · Leyder · Mandrysch · Morabito · Nõmmela · Olesen · Schlechter · Silvestre · Vanden Bak · Wirtgen · Zangerlé
Brockhoff · Geßner · Krieger · Leyder · Maciejuk · Pons · Quarterman · Rekita · Reynders · Schlechter · Spengler · Wirtgen